# Spigelia rondoniensis
Spigelia rondoniensis är en tvåhjärtbladig växtart som beskrevs av Francisco Javier Fernández Casas. Spigelia rondoniensis ingår i släktet Spigelia och familjen Loganiaceae. Inga underarter finns listade i Catalogue of Life.